# 東北大学 (中国)
座標: 北緯41度45分49秒 東経123度24分41秒 / 北緯41.7636度 東経123.4113度
東北大学（とうほくだいがく、Northeastern University、略称NEU、かつての東北工学院）は、中華人民共和国遼寧省瀋陽市和平区にある国立大学であり、国家重点大学に指定されている。国家重点実験室も所有している。
1923年に創立され、1928年になって東三省の武装リーダー張学良が学長をもって自任し、多くの資金を投入して有識者を教授として雇用した。これをきっかけに充実しはじめ、3000人を越える学生と100人以上の教授を擁する当時の中華民国東北部における学術拠点となった。
満州事変勃発後は北平・西安に順次避難したが、1946年に瀋陽に復帰した。1950年に東北工学院と改称し自動車・機械工学中心の単科大学となり、1993年総合大学として東北大学の名称に復し、現在にいたるまで理工、文、経済、法律、教育以下多学科を擁して発展してきた。
当該大学を母体とする大手ソフトウェア会社である東軟グループ(東軟集団、Neusoft Group)は、2010年代まで中国有数のソフトウェアメーカーであった。
2009年6月学長の座にあった赫冀成（同大学工学部卒）は名古屋大学で博士号を取得した。

## 特色ある学科
- コンピューター学科
- 機械自動科
- 材料学科
- 冶金学科
- 鉱山学科
- 数学学科

## 日本における協定校
- 東北大学　同名の縁で大学間交流協定を結んでいる。
- 学校法人城西大学
- 富山大学
- 富山高等専門学校
- 名古屋経済大学
- 会津大学 東北大学秦皇島分校との協定。
- 大手前大学 東北大学秦皇島分校との協定。
- 高知大学 東北大学秦皇島分校との協定。
- 大阪大学 （2019.8.20～）